# INETI
O INETI (Instituto Nacional de Engenharia, Tecnologia e Inovação) era a maior instituição portuguesa de investigação e desenvolvimento (I&D), nas áreas da ciência e da tecnologia. O INETI é uma instituição do Estado Português, funcionando sob a tutela do ministério responsável pela indústria e energia (atualmente, o Ministério da Economia e da Inovação). A maior parte das unidades de I&D do INETI estão instaladas num amplo campus tecnológico situado no Paço do Lumiar (Lisboa). Por decisão do Governo, tomada em 2006, o INETI encontra-se em processo de extinção, passando grande parte das suas competências para o novo Laboratório Nacional de Energia e Geologia (LNEG).

## Missão
O INETI tinha, como missão, a promoção da inovação tecnológica e a orientação da ciência e tecnologia para o desenvolvimento empresarial, contribuindo para o aumento da competitividade da economia portuguesa. Além das atividades de I&D, o INETI atuava, também, como consultor científico e tecnológico de instituições públicas e privadas.
As atividades de I&D e de consultadoria do INETI focalizavam-se nos seguintes domínios: 
1. Energia;
2. Novos sistemas, processos e produtos;
3. Gestão ambiental e sustentabilidade;
4. Recursos e riscos geológicos;
5. Proteção, saúde e segurança do cidadão;
6. Defesa e espaço;
7. Apoio laboratorial e ensaios.

## História
O INETI tem origem no Laboratório Nacional de Engenharia e Tecnologia Industrial (LNETI), cuja criação havia sido prevista já na lei orgânica do Ministério da Indústria e Tecnologia de 1977 e que acabaria por ser implementada em 1979. Ao ser criado, o LNETI absorveu os serviços de I&D da antiga Junta de Energia Nuclear - criada em 1954 - e do antigo Instituto Nacional de Investigação Industrial - criado em 1959 -, além dos serviços de I&D nos setores da indústria e da energia de outros departamentos de administração pública. A organização incluía vários departamentos de investigação que se poderiam agrupar, dentro do próprio INETI, em institutos públicos semi-autónomos.
Em 1992, a estrutura do LNETI foi aligeirada, sendo os seus institutos extintos. O LNETI deixou de ser um agrupamento de institutos, passando a ser, ele próprio, um instituto público, mudando a sua designação para Instituto Nacional de Engenharia e Tecnologia Industrial (INETI). Foi prevista a autonomização do Instituto de Ciências e Engenharia Nucleares do LNETI, que, no entanto se manteria, provisoriamente sob tutela do INETI até 1994, quando foi transformado no Instituto Tecnológico e Nuclear.
Em 2004, o INETI absorveu o Instituto Geológico e Mineiro, mudando a sua designação para Instituto Nacional de Engenharia, Tecnologia e Inovação (mantendo a sigla "INETI").
O Governo decide, em 2006, extinguir o INETI, criando, para o substituir - em grande parte das suas valências - o Laboratório Nacional de Engenharia e Geologia (LNEG). Desde então, o INETI encontra-se em processo de extinção e de integração no LNEG.

## Organização
De acordo com a última orgnização, o INETI estava sob tutela do Ministério da Economia e da Inovação e incluía:

1) Conselho Directivo;
2) Conselho Científico;
3) Serviços centrais:

a) Direcção de Serviços de Gestão Financeira e Patrimonial; 

b) Direcção de Serviços de Gestão Administrativa; 

c) Direcção de Serviços de Apoio Técnico e Manutenção;

d) Direcção de Serviços de Informática e Comunicações;
 
e) Grupo de Estudos de Prospectiva, de Planeamento e Análise;

f) Gabinete Jurídico;
 
g) Gabinete de Auditoria;

h) Grupo de Trabalho Informação e Comunicação.

4) Unidades de I&D:

a) Laboratório de Tratamentos de Superfícies e Revestimentos;

b) Laboratório de Medidas Eléctricas;

c) Laboratório de S. Mamede Infesta;

d) Laboratório de Ensaio de Colectores Solares;

e) Laboratório de Apoio às Actividades Aeroespaciais (Óptica e Lasers);

f) Centro para o Desenvolvimento Empresarial Sustentável;

g) Centro de Informação Técnica para a Indústria;

h) Centro de Informação Científica e Técnica;

i) Centro de Gestão e de Engenharia de Formação;

j) Museu Geológico;

k) Divisão de Sondagens;

l) Divisão de Geofísica;

m) Departamento de Energias Renováveis;

n) Departamento de Modelação e de Simulação de Processos;

o) Departamento de Geologia;

p) Departamento de Engenharia Energética e de Controlo Ambiental;

q) Departamento de Materiais e Tecnlogias de Produção;

r) Departamento de Geologia Marítima;

s) Departamento de Electrónica;

t) Departamento de Biotecnologia;

u) Departamento de Prospecção de Minérios Metálicos;

v) Departamento de Tecnologia de Indústrias Alimentares;

w) Departamento de Tecnologia de Indústrias Químicas;

x) Departamento de Prospecção de Rochas e Minerais Não Metálicos.